# Wybory samorządowe w Korei Północnej w 2011 roku
Wybory samorządowe w Korei Północnej odbyły się 24 lipca 2011 roku. Władze Korei Północnej podały, że frekwencja osiągnęła 99,97%. Koreańczycy wybierali 28 116 deputowanych do lokalnych zgromadzeń ludowych. Wybory samorządowe wygrali członkowie Partii Pracy Korei.
Według analityków wybory samorządowe w Korei Północnej miały charakter wyborów pokazowych.